# キム・ゴードン
キム・ゴードン（Kim Gordon、1953年4月28日 - ）は、アメリカ合衆国のミュージシャン、女優。バンド「ソニック・ユース」のメンバー（ボーカル・ベース・ギター）として知られる。
サーストンと同じく父は大学教授でロチェスター大学及びカリフォルニア大学ロサンゼルス校で教鞭をとっていたため一時期ロサンゼルスに移住経験がある。幼少期サーフィンをして遊ぶなど活発な子供であった。
1992年にバンド「フリー・キトゥン」を結成。ソニック・ユースの活動停止後、2012年に即興音楽ユニット「ボディ／ヘッド」、2015年に実験音楽ユニット「グリッターバスト」を結成。2019年からは、ソロアーティストとして活動している。ミュージシャンの他にファッションブランド「X-girl」でデザイナーを務めたこともある。